# Suiza en los Juegos Olímpicos de Amberes 1920
Suiza estuvo representada en los Juegos Olímpicos de Amberes 1920 por un total de 77 deportistas que compitieron en 13 deportes.  
El portador de la bandera en la ceremonia de apertura fue el atleta Luigi Antognini.

## Medallistas
El equipo olímpico suizo obtuvo las siguientes medallas:
| Nombre                                                                   | Deporte      | Competición                               |
| ------------------------------------------------------------------------ | ------------ | ----------------------------------------- |
| Oro                                                                      |              |                                           |
| Robert Roth                                                              | Lucha libre  | +82,5 kg M                                |
| Willy Brüderlin Max Rudolf Paul Rudolf Hans Walter Paul Staub            | Remo         | Cuatro con timonel (M4+) M                |
| Plata                                                                    |              |                                           |
| Friedrich Hünenberger                                                    | Halterofilia | 82,5 kg M                                 |
| Charles Courant                                                          | Lucha libre  | 82,5 kg M                                 |
| Bronce                                                                   |              |                                           |
| Eugène Ryter                                                             | Halterofilia | 60 kg M                                   |
| Édouard Candeveau Alfred Felber Paul Piaget                              | Remo         | Dos con timonel (M2+) M                   |
| Fritz Zulauf                                                             | Tiro         | Pistola militar 30 m M                    |
| Fritz Kuchen                                                             | Tiro         | Rifle militar en posición tendida 300 m M |
| Fritz Kuchen Albert Tröndle Arnold Rösli Walter Lienhard Caspar Widmer   | Tiro         | Rifle militar por eqs. 300 m/600 m M      |
| Fritz Kuchen Albert Tröndle Arnold Rösli Caspar Widmer Jacob Reich       | Tiro         | Rifle en tres posiciones 300 m por eqs. M |
| Fritz Zulauf Joseph Jehle Gustave Amoudruz Hans Egli Domenico Giambonini | Tiro         | Pistola militar por eqs. 30 m M           |